# Alpár Salló
Alpár Salló (* 30. Mai 1994 in Miercurea Ciuc) ist ein rumänischer Eishockeyspieler, der den Großteil seiner Karriere beim HSC Csíkszereda unter Vertrag steht, von dem er in der Ersten Liga, der früheren MOL Liga, und der Rumänischen Eishockeyliga eingesetzt wird.

## Karriere

### Club
Alpár Salló, der der ungarischsprachigen Minderheit der Szekler in Rumänien angehört, begann seine Karriere Nachwuchsabteilung des HSC Csíkszereda, des traditionellen Eishockeyklubs der Szekler. 2011 wechselte er zum Krefelder EV in die Deutsche Nachwuchsliga. Mit den Krefeldern erreichte er das Halbfinale dieser höchsten deutschen Nachwuchsspielklasse. Nach einem Jahr kehrte er zu seinem Stammverein zurück und spielte dort zunächst in der rumänischen Liga und seit 2013 auch in der multinationalen MOL Liga. Mit dem Club aus Miercurea Ciuc gewann er 2013 den rumänischen Meistertitel und 2014 auch den Pokalwettbewerb. Gegen Ende der Spielzeit 2014/15 wechselte er zum CS Progym Gheorgheni. wo er die Saison zu Ende spielte. Anschließend kehrte er zum HSC Csíkszereda zurück, mit dem er 2018 und 2022, als er auch die beste Plus/Minus-Bilanz der rumänischen Liga erreichte, erneut Meister und 2018 auch Pokalsieger wurde und 2020, 2021 und 2022 die Erste Liga gewann.

### International
Salló spielt international im Gegensatz zu anderen Szeklern, die für Ungarn antreten, für sein Geburtsland Rumänien. Bereits im Juniorenbereich war er bei Weltmeisterschaften aktiv und spielte bei den U18-Titelkämpfen 2011 und 2012 sowie bei den U20-Weltmeisterschaften 2012, 2013 und 2014 jeweils in der Division II. 
Sein Debüt in der Herren-Nationalmannschaft gab er bei den Weltmeisterschaften der Division I 2014, als er mit seiner Mannschaft absteigen musste. Aber bereits bei der Weltmeisterschaft 2015 gelang in der Division II der sofortige Wiederaufstieg. Auch in den Folgejahren pendelte Salló mit den Rumänen zwischen beiden Divisionen. So spielte er 2016, 2018, 2019 und 2023, als er zum besten Spieler seiner Mannschaft gewählt wurde, in der Division I und 2017 in der Division II. Außerdem spielte er für Rumänien beim Qualifikationsturnier für die Olympischen Winterspiele in Peking 2022.

## Erfolge und Auszeichnungen
- 2013 Rumänischer Meister mit dem HSC Csíkszereda
- 2014 Rumänischer Pokalsieger mit dem HSC Csíkszereda
- 2018 Rumänischer Meister und Rumänischer Pokalsieger mit dem HSC Csíkszereda
- 2020 Gewinn der Ersten Liga mit dem HSC Csíkszereda
- 2021 Gewinn der Ersten Liga mit dem HSC Csíkszereda
- 2022 Gewinn der Ersten Liga mit dem HSC Csíkszereda
- 2022 Rumänischer Meister mit dem HSC Csíkszereda
- 2022 Beste Plus/Minus-Bilanz der rumänischen Eishockeyliga

### International
- 2012 Aufstieg in die Division II, Gruppe A bei der U20-Weltmeisterschaft der Division II, Gruppe B
- 2015 Aufstieg in die Division I, Gruppe B bei der Weltmeisterschaft der Division II, Gruppe A
- 2017 Aufstieg in die Division I, Gruppe B bei der Weltmeisterschaft der Division II, Gruppe A
- 2019 Aufstieg in die Division I, Gruppe A bei der Weltmeisterschaft der Division I, Gruppe B

## MOL-/Erste-Liga-Statistik
(Stand: Ende der Saison 2022/23)